# سمیده (هویزه)
سمیده (هویزه)، روستایی در بخش مرکزی شهرستان هویزه در استان خوزستان ایران است.

## جمعیت
این روستا در دهستان هویزه جنوبی قرار دارد و براساس سرشماری مرکز آمار ایران در سال ۱۳۸۵، جمعیت آن ۲۸۴ نفر (۵۶خانوار) بوده‌است.